# ملعب الإخوة زيوي
ملعب الإخوة زيوي (بالفرنسية: Stade des Frères-Zioui)‏ هو ملعب كرة قدم وألعاب قوى مُتعدد الاستخدمات، يقع في بلدية حسين داي بالجزائر العاصمة، ويتسع إلى 7000 شخص.

## وصلات خارجية
- (بالعربية) الموقع الرسمي للاتحادية الجزائرية لكرة القدم